# Dragsjön (Stora Tuna socken, Dalarna)
Dragsjön är en sjö i Borlänge kommun i Dalarna och ingår i Dalälvens huvudavrinningsområde.